# 毛利就詮
毛利 就詮（もうり なりつね、寛永8年2月8日（1631年3月10日） - 正徳4年4月3日（1714年5月16日））は、長州藩一門家老である大野毛利家の第2代当主。
父は毛利就頼。母は吉見広頼の娘。正室は吉川広正の娘。子は毛利熊之助、毛利就豊。養子は毛利右京、毛利広為、毛利元直。幼名は熊千代、鬼之助。通称は織部、阿波。

## 生涯
寛永8年（1631年）、長州藩一門家老毛利就頼の次男として生まれる。兄の伊勢宮は早世していたため嫡子となる。延宝4年（1676年）、父の遺領5416石を相続する。後に2度の開作（干拓）で知行6076石となる。天和2年（1682年）8月、朝鮮通信使が来訪した際に、上関で饗応役を務めた。正室は吉川広正の娘を迎え、長男の熊之助を儲けたが、後に離縁した。正徳4年（1714年）4月3日没。享年84。
長男の熊之助は夭折し、第3代藩主綱広の三男の右京を養子に迎えたが早世する。次男の就豊が嫡子となり、綱広の娘と縁組するも病弱のために廃嫡された。福原広俊の次男の広為を養子に迎える。広為は実家の兄、福原広頼が早世したため帰家して福原家を相続した。家督は藩命で綱広の五男毛利元重の長男の元直が相続した。